# پانگالا (انورادهاپورا)
پانگالا (به لاتین: Pangala) یک منطقهٔ مسکونی در سری‌لانکا است که در استان مرکزی (سری‌لانکا) واقع شده‌است.